# Marilyn French
Marilyn French, geboren als Marilyn Edwards, (New York, 21 november 1929 - aldaar, 2 mei 2009) was een Amerikaans schrijver en feminist die werd beschouwd als een van de literaire boegbeelden van de tweede feministische golf met haar roman Ruimte voor vrouwen (1977).
French behaalde een bachelor filosofie en Engelse literatuur aan het Hofstra College en een master Engelse van dezelfde universiteit. Haar doctoraat behaalde ze in 1972 aan de Harvard-universiteit met een scriptie over Ulysses van James Joyce. 
In zowel haar fictie- als non-fctiewerk stelt French dat in een alom door mannen gedomineerde cultuur de onderdrukking van de vrouw onontkoombaar is. Haar boek Beyond Power: On Women, Men and Morals (1985) is een historisch onderzoek van de gevolgen van het patriarchaat. French definieert patriarchaat als een systeem waarin macht en controle belangrijker zijn dan leven en genot. Het boek werd soms bekritiseerd omdat het de matriarchaat zou verheerlijken.
French kreeg haar eerste bekendheid in 1977 met de roman The women's room (Ruimte voor vrouwen). Hierin volgt de lezer het levensverhaal van Mira en haar vriendinnen in het Amerika van de jaren vijftig en zestig. Een van hen is ook de radicale feministe Val. De roman beschrijft gedetailleerd het leven van de vrouwen en de sociale en economische achterstand van vrouwen in de Verenigde Staten uit die tijd. Val beweert op een gegeven moment dat alle mannen verkrachters zijn: "all men are rapists, and that's all they are. They rape us with their eyes, their laws, and their codes". Deze uitspraak werd later soms aan French zelf toegeschreven. 
In 1992 kreeg French slokdarmkanker; ze schreef hierover Season in hell: a memoir dat in 1998 verscheen. Ze overleed in mei 2009 op 79-jarige leeftijd aan hartfalen.